# Chasarische Sprache
Die Chasarische Sprache wurde von den frühmittelalterlichen Chasaren gesprochen.
Früher bestand weitgehend Einigkeit darüber, dass das Chasarische eine oghurische Turksprache war, ähnlich dem Tschuwaschischen und Bolgarischen, möglicherweise vom Alttürkischen und Uigurischen beeinflusst. In jüngster Zeit wurde diese Hypothese aber angezweifelt und dafür plädiert, dass das Chasarische eine „normaltürkische“ Sprache war.